# رادوانیتسه (ناحیه پرروف)
رادوانیتسه (به چکی: Radvanice) یک منطقهٔ مسکونی در جمهوری چک است که در ناحیه پرروف واقع شده‌است. رادوانیتسه ۲٫۹۱ کیلومتر مربع مساحت و ۲۹۰ نفر جمعیت دارد و ۲۶۸ متر بالاتر از سطح دریا واقع شده‌است.